# Melanocarpum sprucei
Melanocarpum sprucei är en amarantväxtart som beskrevs av Joseph Dalton Hooker. Melanocarpum sprucei ingår i släktet Melanocarpum och familjen amarantväxter. Inga underarter finns listade i Catalogue of Life.